# Signes de vie
Pour plus de détails, voir Fiche technique et Distribution.
Signes de vie (titre original : Lebenszeichen) est un film allemand réalisé par Werner Herzog, sorti en 1968.

## Synopsis
Stroszek, un jeune soldat allemand, après avoir été blessé à la guerre, se retrouve au repos dans un fort en Grèce, chargé de surveiller un dépôt de munitions. Le désœuvrement, la chaleur et l'isolement le font sombrer peu à peu dans une sorte de folie. Stroszek veut enflammer la mer et le Soleil, menace de faire sauter le dépôt de poudre et devient un véritable danger pour son entourage.

## Fiche technique
- Titre : Signes de vie
- Titre original : Lebenszeichen
- Réalisation : Werner Herzog
- Scénario : Werner Herzog et Achim von Arnim
- Photographie : Thomas Mauch
- Pays d'origine : Allemagne de l'Ouest
- Format : noir et blanc — 1,37:1 — mono
- Genre : drame
- Durée : 91 minutes
- Date de sortie : 1968

## Distribution
- Peter Brogle : Stroszek
- Wolfgang Reichmann : Meinhard
- Athina Zacharopoulou : Nora
- Wolfgang von Ungern-Sternberg : Becker
- Wolfgang Stumpf : le capitaine
- Henry van Lyck : le lieutenant
- Julio Pinheiro : le gitan
- Florian Fricke : le pianiste
- Heinz Usener : le docteur
- Achmed Hafiz : le résident grec

## Autour du film
Le scénario est proche du récit L’invalide fou de Fort Ratonneau, écrit en 1818 par Achim Von Arnim. Le réalisateur ne connaissait pas la nouvelle mais s'est inspiré de la même anecdote historique que l'écrivain : à la fin du XVIIIe siècle, un soldat fou se retranche dans le fort de Ratonneau, à Marseille, et s'en déclare roi.